# Слов'янський рок
Міжнаро́дний фестива́ль «Слов'я́нський рок» — одна з складових частин проєкту Слов'янський рок.
Учасники фестивалю представляють Україну, Росію, Білорусь, Польщу та ін. (всі слов'янські держави).

## Історія
- квітень 2005 р. — в Києві створюється студія звукозапису «100% records»;
- серпень 2006 р. — прийнято рішення: для клієнтів студії «100% records» почати проводити акції по піару їх творчості. В результаті був створений проєкт «Слов'янский Рок»;
- серпень 2007 р. — на SONY/BMG виходить збірка «Слов'янский Рок»;
- 30 серпня 2007 р. — презентація збірки «Слов'янский Рок»;
- 2008 р. — студією «100% records» видано альбом Вся Рок-Украина;
- 30-31 травня 2010 р. — відбувся перший міжнародний фестиваль «Слов'янский Рок-4». На фестивалі відбулась презентація 1-го номера журналу «Слов'янский Рок»

## Тури
- 1-й тур — проходив 21-22 жовтня 2006 року;
- 2-й тур — проходив 2007 року;
- 3-й тур — проходив 2008 року;
- 4-й тур — проходив 30-31 травня 2010р;
- 5-й тур — проходив 28 листопада 2010р;
- 6-й тур — проходив 16-17 квітня 2011р;
- 5 років — проходив 20 серпня 2011 р. в м. Київ, та 24 серпня 2011 р. в м. Фастів.

## Переможці
В свій час переможцями ставали гурти з України та Білорусі. З 4-го туру вибирають переможців за категоріями.

### Слов'янський рок 1 - 3
| Номер  | Гурт                | Зображення | Звідки гурт             | Сайт гурту                                      |
| ------ | ------------------- | ---------- | ----------------------- | ----------------------------------------------- |
| 1 ч.1. | Моноліт             |            | Шостка, Сумська область | [Архівовано 26 березня 2022 у Wayback Machine.] |
| 1 ч.2. | Ренесанс            |            | Ірпінь                  | [Архівовано 27 березня 2022 у Wayback Machine.] |
| 2 ч.1. | Біла Вежа           |            | Київ                    | [Архівовано 24 березня 2022 у Wayback Machine.] |
| 2 ч.2. | Artania             |            | Кременчук               |                                                 |
| 3 ч.1  | Цензор              |            |                         |                                                 |
| 3 ч.2  | Слов'янський устрій |            | Київ                    | [недоступне посилання з липня 2019]             |

### Слов'янський рок 4
- Дата: 30-31 травня 2010р.
- Переможці: Трутні м. Київ
- Найкраща вокалістка: Ольга Бажанова
- Найкращий вокаліст: Анатолій Щедров
- Найкращий гітарист: Юрій Хижняк
- 1-ше місце в категорії "поп, панк, арт": Crimsonland м. Гомель, Білорусь
- 1-ше місце в категорії "hard'n'heavy": Holywar м. Одеса
- 1-ше місце в категорії "альтернатива": Varlas м. Коростень

### Слов'янський рок 5
- Дата: 28 листопада 2010
- Переможець: Thelen(ь) м. Київ
- 1-ше місце в категорії "поп, панк, арт": Риzка м. Донецьк, Восьмий День м. Київ
- 2-ге місце в категорії "поп, панк, арт": Compass Rose м. Прилуки, Аллергия м. Донецьк
- 3-тє місце в категорії "поп, панк, арт": Утопія м. Київ
- 1-ше місце в категорії "hard'n'heavy": Валет Мечей м. Київ
- 1-ше місце в категорії "альтернатива": Lorian м. Луганськ, Помста м. Київ, R.O.O.M м. Київ
- 2-ге місце в категорії "альтернатива": In State м. Кіровоград, A4stasy м. Київ
- 3-тє місце в категорії "альтернатива": Мрії Марії Лозова

### Слов'янський рок 6

#### Категорія "Поп, арт, панк"
- 1 місце: Вермут м. Дніпропетровськ
- 2 місце: ДК, DANCE м. Суми та 30 паралель м. Моршин
- 3 місце: Leprechaun м. Київ

#### Категорія "Hard & Heavy, Power Metal"
- 1 місце: Strong Time м. Вінниця, Sunrise м. Київ та ФантоМ м. Дніпродзержинськ
- 2 місце: RISING м.  Київ, Берег Неба м. Краснодон, BRIGHTON м. Київ, Pitt Madison м. Київ
- 3 місце: Lucky Punch м. Київ
- 4 місце: AzArt м. Київ

#### Категорія "альтернатива"
- 1 місце: Spiritual Fusion м. Кременчук, AranruT м. Київ
- 2 місце: Манкурт м. Харків
- 3 місце: Avariz м. Сімферопіль, Точка Опоры м. Київ